# Lenço

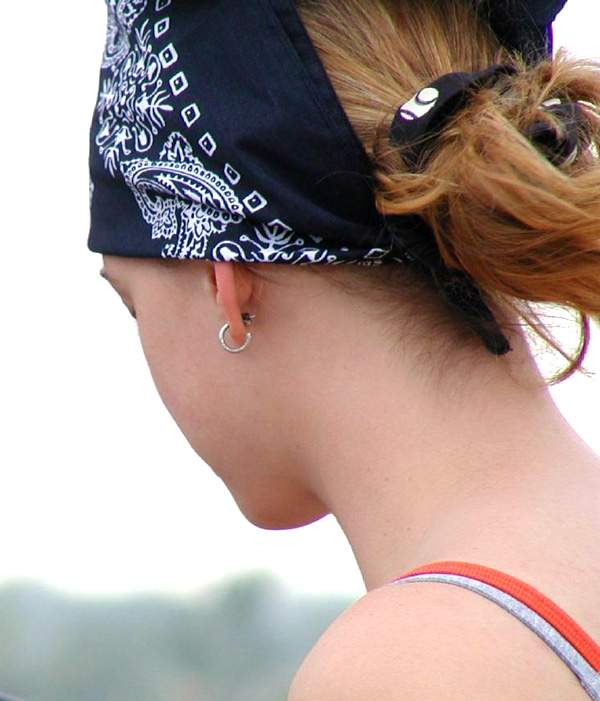
Uma mulher vestindo uma bandana azul na cabeça

Um lenço (do latim linteum) é um pedaço de pano triangular ou quadrado amarrado ao redor da cabeça, rosto ou pescoço para fins de proteção ou decoração. A popularidade dos lenços de cabeça pode variar de acordo com a cultura ou religião, muitas vezes sendo usado como uma cobertura de cabeça cristã por mulheres das denominações anabatistas, ortodoxos orientais e irmãos de Plymouth, bem como por alguns judeus ortodoxos e mulheres muçulmanas.
O lenço escoteiro e o lenço de bolso são itens relacionados.

## Tipos

### Bandana
Uma bandana (do sânscrito बन्धन, "um laço") é um tipo de lenço grande, geralmente colorido, originário do subcontinente indiano, muitas vezes usado na cabeça ou no pescoço de uma pessoa. É considerado um chapéu por alguns. As bandanas são frequentemente impressas em padrão caxemira e são mais frequentemente usadas para prender o cabelo, seja como um acessório de cabeça elegante ou para fins práticos. Também é usado para amarrar ao redor do pescoço para evitar queimaduras solares e ao redor da boca e nariz para proteger da inalação de poeira ou para ocultar a identidade de seu usuário.
As bandanas originaram-se na Índia como lenços coloridos de seda e algodão com manchas brancas em fundos coloridos, principalmente bandhani vermelho e azul. Os estilos de seda eram feitos de fios da melhor qualidade e eram populares. As estampas de bandana para roupas foram produzidas pela primeira vez em Glasgow a partir de fios de algodão e agora são feitas em muitas qualidades. O termo, atualmente, geralmente significa um tecido em estilos estampados, seja seda, seda e algodão, ou todo algodão.
A palavra "bandana" deriva das palavras hindi 'bāndhnū,' ou "tingimento de gravata", e 'bāndhnā,' "amarrar". Estes derivam das raízes sânscritas 'badhnāti,' "ele amarra", e do sânscrito 'bandhana' (बन्धन), "um laço".
- Uma menina com uma bandana na cabeça para apoiar Portugal no futebol com as cores da bandeira daquele país
- Bandanas vermelhas e azuis em padrões tradicionais caxemira
- Bandanas a mostra
- Bandhani
- Um homem com um lenço no pescoço

### Oramal

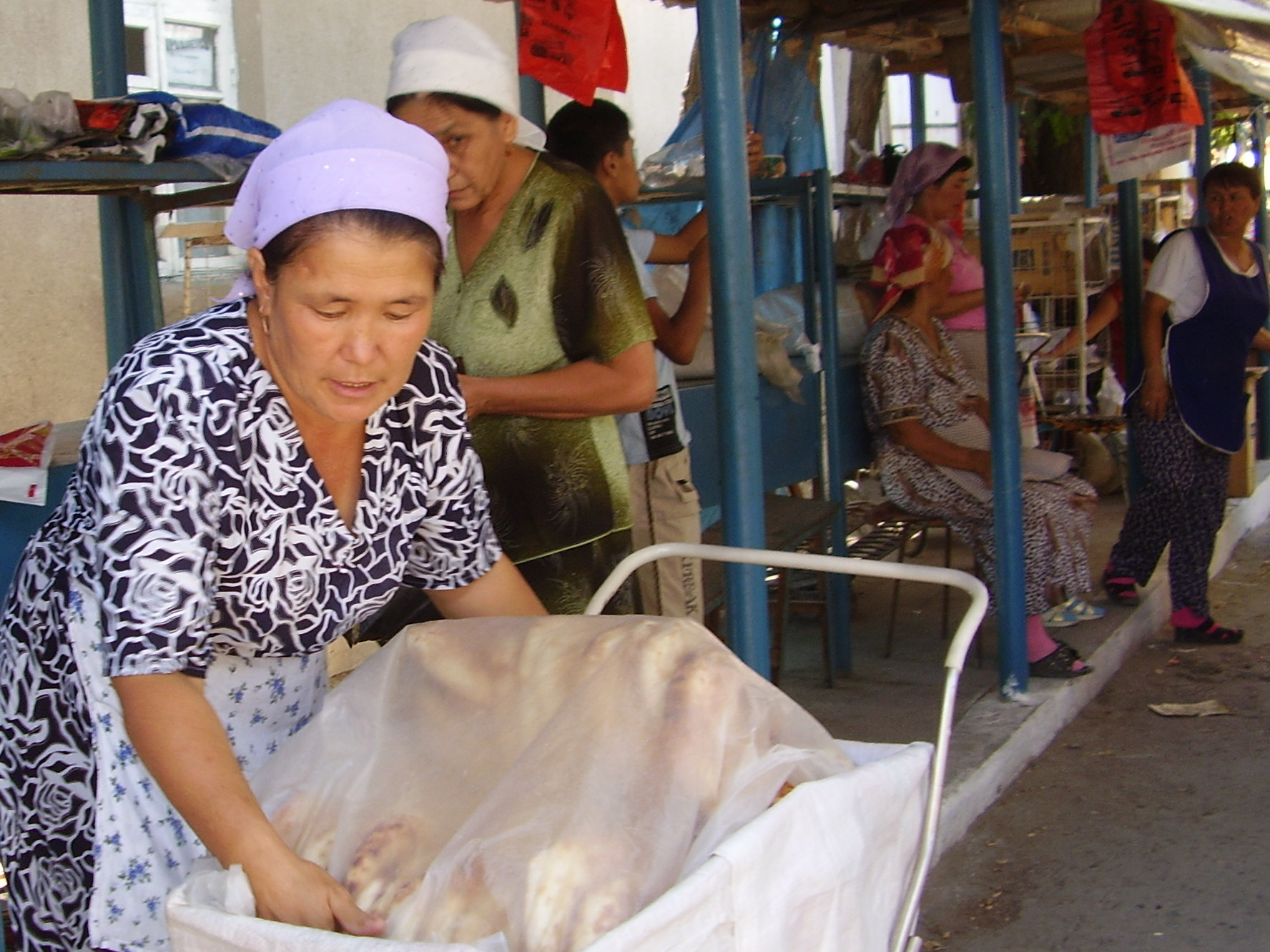
Oramal

O oramal é um lenço tradicional usado na Ásia Central e no Cáucaso (observe como ele é enfaixado, o pescoço geralmente não é coberto por ele). Em alguns países como o Uzbequistão, era tradicionalmente usado apenas em casa, enquanto em público o paranja era mais popular. Em outros países, como o Cazaquistão, era comumente usado em público. No Quirguistão, a cor branca é uma indicação de que a mulher é casada.
Também foi amplamente utilizado por homens em passeios a cavalo no verão em vez de boné.

### Lenços de cabeça
Os lenços também são usados como cocares pelas culturas austronésias no sudeste asiático marítimo. Entre os homens malaios é conhecido como tengkolok e é usado em ocasiões tradicionais, como casamentos (usado pelo noivo) e o pesilat.